# The Music Man
The Music Man è un musical statunitense, che debuttò a Broadway al Majestic Theatre il 19 dicembre 1957 per la regia di Morton Da Costa, la coreografia di Onna White e l'interpretazione di Robert Preston affiancato da Barbara Cook, David Burns ed Eddie Hodges. Musica, parole e libretto di Meredith Willson, il musical fu il grande successo di quell'anno. Nel 1960, a fine ottobre, proseguì le recite al Broadway Theatre, restando ancora in cartellone fino al 15 aprile 1961, quando lo spettacolo chiuse i battenti dopo essere rimasto in scena per un totale di 1375 rappresentazioni con Eddie Albert nelle repliche.
La produzione originale ha vinto sette Tony Awards, tra cui quella per il miglior musical. Dal musical è stato tratto l'omonimo film del 1962 che, nell'edizione italiana, fu ribattezzato Capobanda. Morton DaCosta, il regista dello spettacolo teatrale, firmò anche la regia della versione cinematografica che ripropose sempre Robert Preston nel ruolo di Harold Hill
Per il 16 marzo 1961 ebbe la prima per il Teatro del West End ed in seguito al Teatro Adelphi (Londra) con Van Johnson arrivando a 395 recite.
Nel 1965 ebbe la prima al New York City Center con Doro Merande e Sandy Duncan tornando nel 1980 con la coreografia di Michael Kidd con Dick Van Dyke, Meg Bussert, Christian Slater e Carol Arthur.
Al New York City Opera ebbe la prima nel 1988 con Bob Gunton e Muriel Costa-Greenspon.
A Broadway torna nel 2000 con la regia di Susan Stroman con Craig Bierko e Rebecca Luker arrivando a 699 recite con Robert Sean Leonard e Eric McCormack nelle repliche.
Nel 2008 va in scena a Chichester con Scarlett Strallen.